# Mouillac (Gironda)
Mouillac é uma comuna francesa na região administrativa da Nova Aquitânia, no departamento da Gironda. Estende-se por uma área de 1,85 km². Em 2010 a comuna tinha 96 habitantes (densidade: 51,9 hab./km²).